# لینکن (دلاویر)
لینکن (به انگلیسی: Lincoln) یک منطقهٔ مسکونی در ایالات متحده آمریکا است که در شهرستان ساسکس، دلاویر واقع شده‌است.